# Alice 19th
Alice 19th (ありす19th Arisu Naintīnsu?) es un manga escrito por Yū Watase, creadora de otras series manga como Ayashi no Ceres o Fushigi Yūgi. Fue serializada por la revista Shōjo Comic, durante junio de 2001 hasta abril de 2003, englobándose al final en 7 tomos.
Como muchos de sus trabajos anteriores, Alice 19th es una serie shōjo, y cuenta la historia de una heroína que debe hacer frente a cosas extrañas y sobrevivir en un mundo que es mucho más duro de lo que debería ser. Aunque sus trabajos anteriores estaban fuertemente influidos por la cultura e historia china, Alice 19th tiene un tono mucho más occidental.

## Personajes

### Personajes secundarios
Tatsuya Matsujô
Mayura le presentó a Alice a este chico para que salieran juntos, porque se había dado cuenta de que a quien realmente le gustaba su hermana era Kyô y pensaba que si se interesaba por otro chico se olvidaría de él. Pero a Tatsuya no le gustaba Alice, simplemente quería salir con alguien y ella le parecía mona, pero cuando se dio cuenta de que le gustaba Kyô se volvió muy posesivo e intentó hacer que lo olvidase. Es amigo de Ooishi desde hace bastante tiempo.
Ooishi
Ooishi es una compañera de clases que está enamorada de Kyô y le gusta hacerle la vida imposible a Alice, metiéndose con ella todo el rato porque le saca de quicio verla como la sombra de Mayura, como una mosquita muerta cobarde. Amiga de Tatsuya desde hacía tiempo, este le contó el secreto de Kyô. Ella ese del tipo de personas que hacen todo lo posible por conseguir lo que quieren y que son capaces de renunciar a su propio orgullo. Por otro lado, es una chica que busca desesperadamente a alguien que la quiera de verdad, ya que por parte de sus padres no tiene el menor cariño.
Padres de Alice y Mayura
El padre de Alice y Mayura trabaja en una oficina y suele estar demasiado ocupado para escuchar los problemas de la vida cotidiana de sus hijas o su mujer; y la madre es una ama de casa normal y corriente que al acabar agotada de trabajar todo el día, tampoco les hace demasiado caso. Es cierto que ellos quieren mucho a sus hijas y que sienten una predilección un poco mayor por Mayura que por Alice, pero el mayor problema es que están tan envueltos en la rutina diaria que ya no se ven los lazos de cariño que tenían antes. Al desaparecer Mayura se dan cuenta de que esos lazos se han casi esfumado y no saben qué hacer para mantener la familia unida, pero Alice consigue devolverles la fuerza y la confianza que habían perdido.
Tíos de Kyô
Los tíos de Kyô, Yûki y Maki, son una pareja joven que aún no ha tenido hijos. Tienen una cafetería donde sirven, entre otras cosas, algunos pasteles que prepara Kyô. Quieren mucho a Kyô y se preocupan por él y saben por todo por lo que ha pasado, desde las palizas que su padre le daba a su madre (hermana del tío de Kyô) hasta la expulsión por conducta violenta. Lo único que lamentan, es que Kyô no les cuente nada, que no les hable de sus problemas. Pero confían en él y le apoyan, y esperarán hasta el momento en que Kyô se sincere con ellos.
Kazuki
Kazuki es un buen amigo de Kyô. Le aprecia mucho, y no por ser el chico más popular de la escuela, sino es un amigo sincero. Está secretamente enamorado de Mayura, pero al ver que ella solo le veía como un amigo y que su amor iba para Kyô, decidió conformarse con su amistad. No obstante, cuando Kyô empieza a verse atraído por Alice, Mayura usa los sentimientos de Kazuki, haciéndose la chica desvalida para atraerle y despertar lo oscuro de su corazón.
Erick
Erik es un buen amigo de Frey, casi como un hermano para él. Encontró a Frey cuando estaba pasando por un mal momento y le dio ánimos y fuerza para, además, unirse a los Maestros del Lotis. Tras ello, vio como Frey le superó al poco tiempo, entrando celos por ello, sobre todo, cuando le asignaron a Frey la misión de encontrar nuevos maestros. Además, se le diagnosticó una enfermedad letal incurable, lo que le precipitó a unirse a los Maestro de Maram, a cambio de no sufrir daño por la enfermedad.
Darva
Darva es el antagonista de la serie. Es un ser oscuro y misterioso que hará todo lo posible por derrotar a los Maestros del Lotis; y maestro de otro orden de poderes, Maram. Cuando Mayura es enviada a su corazón interior por Alice, que usa sin querer el poder oscuro de las palabras contra ella, el Maestro del Maram no pierde la ocasión y la utiliza para volverla en contra de Alice. Su plan inicial era hacer que Mayura obligase a Alice a quedarse en su lugar a modo de disculpa por el daño que le hizo, pero Alice se niega a quedarse. Después de volver al mundo real, Mayura aún sigue bajo la influencia de este ser.
Samuel
Uno de los pocos Maestros del Maram que se conocen algo. Cantaba en un coro de la iglesia y tenía una voz que se decía que era como «la de los ángeles». Sus compañeros, por envidia, le pusieron cristales en su comida y como resultado se hirió la garganta, y ya no pudo volver a cantar jamás. Por ello, se rindió al Maram.
Kayna
La otra Maestra del Mara que se conoce algo sobre su pasado. Ella estaba casada, pero su marido la abandonó por otra mujer más joven, porque ella ya se estaba volviéndose mayor. Eso la traumatizó y se unió al Maram.

## Manga
Alice 19th fue serializada en Japón por la revista Shōjo Comic y publicada en siete tomos por la editorial Shōgakukan, entre el 20 de junio de 2001 al abril de 2003. También ha sido publicada en otros países, como Estados Unidos por Viz Media o en Alemania por EMA. La editorial encargada de publicar en España es Glénat, al igual que en Francia y Países Bajos, la cual también se encargó de publicar otras obras de Yuu Watase. La edición fue de 7 tomos con sobrecubiertas a color y de unas 200 páginas cada uno. También se reunió los siete tomos en una edición especial en un cofre a color, también a cargo de Glénat. En México la serie fue publicada por Editorial Panini en 2015.